# Инин (аэропорт)
Аэропорт Инин (кит. упр. 伊宁机场, пиньинь Yíníng Jīchǎng) (ИАТА: YIN, ИКАО: ZWYN) — аэропорт, обслуживающий Кульджа в Синьцзян-Уйгурском автономном районе КНР. Расположен в 5 километрах к северо-востоку от центра города, общая площадь составляет 299 гектар.
Аэропорт способен принимать самолёты разных типов таких как Boeing 737, Boeing 757 и иные воздушные суда данных классов, является резервным для Международного аэропорта Урумчи. Размер основных активов составляет 115 млн юаней. Численность персонала аэропорта составляет 147 человек.

## История
Строительство аэропорта началось в 1936 году. До настоящего времени капитально реконструировался шесть раз в 1958, 1984, 1991, 1997, 2003, 2005 годах.
В 2007 году пассажирооборот составил 313 тыс. человек, грузооборот — 398 тонн, прочий доход не связанный с авиацией — 504,3 тыс. юаней.